# Kāveh Kālī
Kāveh Kālī (persiska: كاوِه كالی) är en ort i Iran.   Den ligger i provinsen Lorestan, i den västra delen av landet, 400 km sydväst om huvudstaden Teheran. Kāveh Kālī ligger 1 153 meter över havet och antalet invånare är 197.
Terrängen runt Kāveh Kālī är varierad. Runt Kāveh Kālī är det ganska tätbefolkat, med 72 invånare per kvadratkilometer. Närmaste större samhälle är Khorramābād, 6,3 km nordost om Kāveh Kālī. Runt Kāveh Kālī är det i huvudsak tätbebyggt.